# Outarde houppette
Pour les articles homonymes, voir Outarde.
Lophotis ruficrista
Espèce
Répartition géographique
Statut de conservation UICN

 LC  : Préoccupation mineure
Statut CITES
L'Outarde houppette (Lophotis ruficrista) est une espèce d'oiseaux de la famille des Otididae.

## Répartition
Cet oiseau vit en Afrique du Sud, Angola, Botswana, Mozambique, Namibie, Swaziland, Zambie et Zimbabwe.

## Description

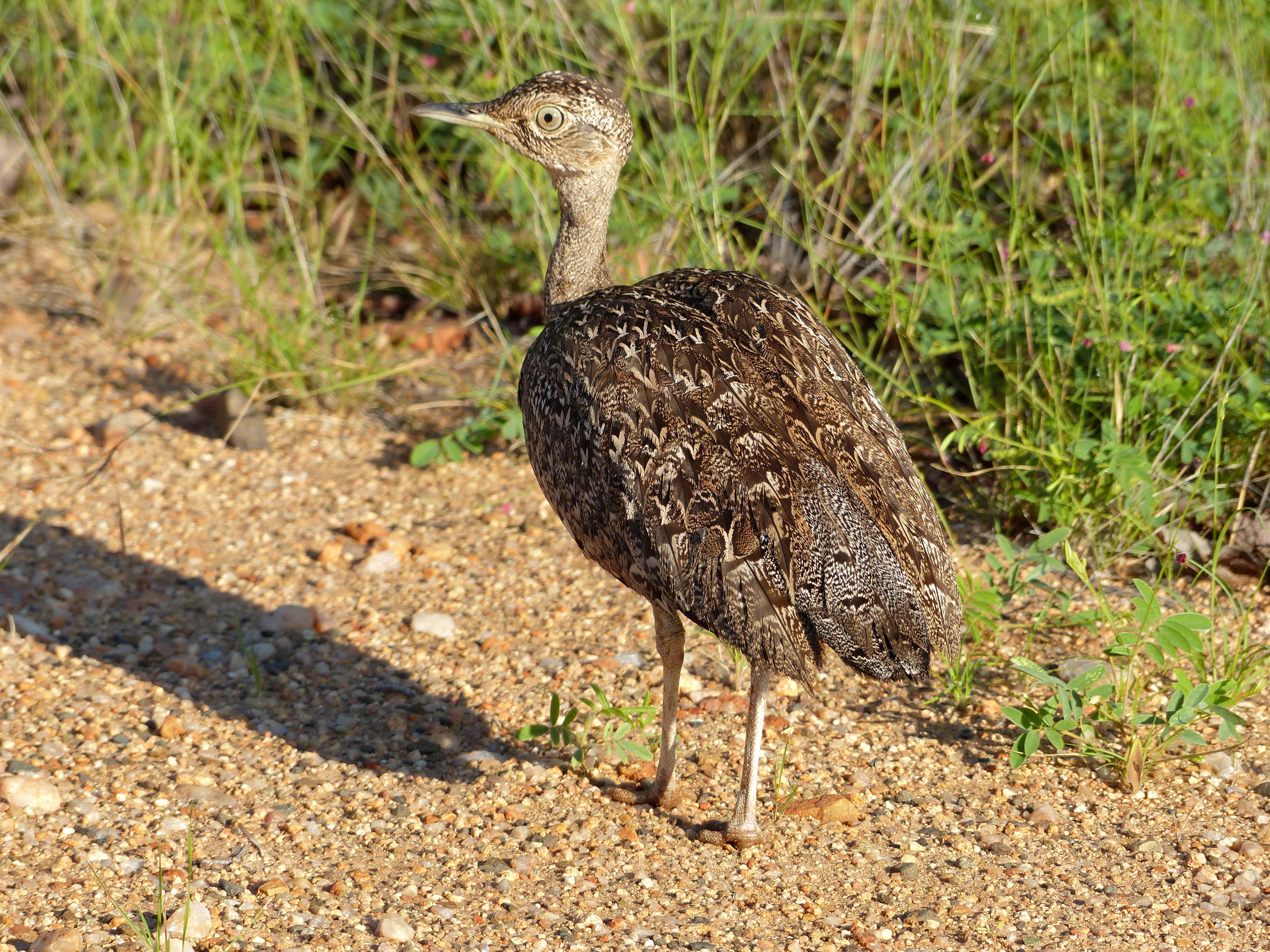
Femelle
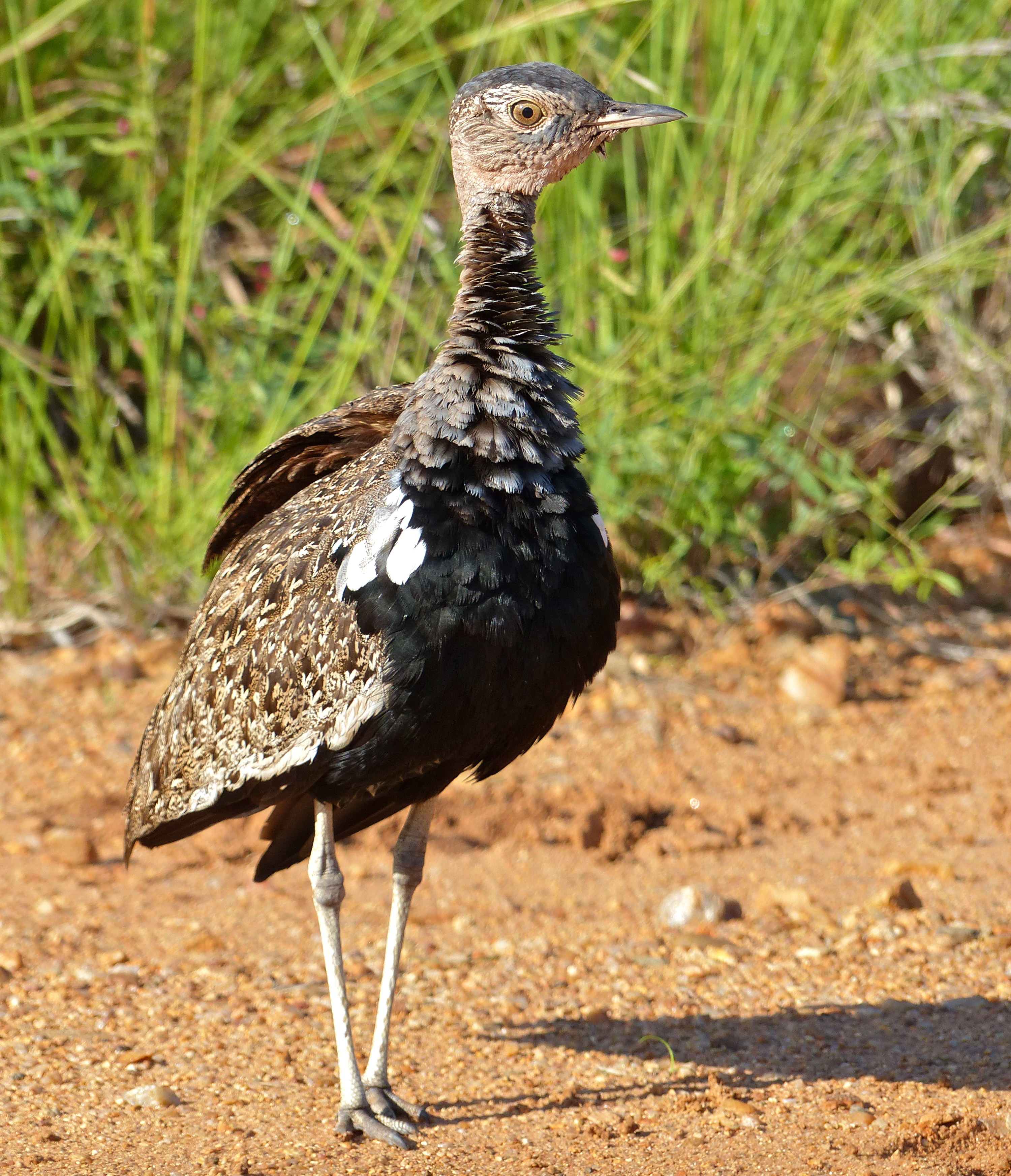
Mâle